# Новый театр (Копенгаген)
Новый театр (дат. Det Ny Teater) — театр в Копенгагене, открытый 19 сентября 1908 года. Расположен в одном из центральных районов города — Вестербро. Зрительный зал рассчитан на более 1000 мест, а площадь помещений театра составляет более 12 тыс. м².
Здание театра спроектировано архитекторами Людвигом Андерсеном и Л. П. Гудме, причём первоначальный проект был создан Л. П. Гудме в 1907 году, а под руководством Андерсена театр был возведён в изменённом виде на изначальном фундаменте. Последовал судебный процесс, в результате которого Людвиг Андерсен был исключён из Датской ассоциации архитекторов.
Первым представлением в Новом театре стала комедия Пьера Бертона (Pierre Bertons) «Den skønne Marseillanerinde», главные роли в которой исполнили известные датские актёры Аста Нильсен (Asta Nielsen) и Поль Роймерт (Poul Reumert). В 1990 году театр был закрыт на неопределённый срок из-за ветхости. После реставрации, получившей награду федерации Europa Nostra, Новый театр был открыт в 1994 году.
Среди многих представлений в Новом театре были поставлены «Отверженные», «Призрак Оперы», «Красавица и Чудовище», «Кошки», «Весёлая вдова», «Иисус Христос — суперзвезда».